# Desolation Row
Desolation Row ist ein Folksong von Bob Dylan, der erstmals 1965 auf seinem Studioalbum Highway 61 Revisited erschien.
Das elfminütige Versepos besteht aus zehn Strophen zu je zwölf Versen und gehört zu den längsten Songs, die Dylan in seiner Karriere geschrieben hat (nur Highlands auf Time Out of Mind, Tempest auf dem gleichnamigen Album, Sad Eyed Lady of the Lowlands auf Blonde on Blonde sowie Murder Most Foul auf Rough and Rowdy Ways haben eine längere Laufzeit). Wie bei anderen Stücken von Highway 61 Revisited nutzt Dylan surrealistische Metaphern und lässt historische, literarische, biblische und fiktive Personen auftreten.

## Entstehung
Dylan nahm Desolation Row erstmals am 29. Juli 1965 mit Harvey Brooks am Bass und Al Kooper an der E-Gitarre auf. Er selbst spielte Akustikgitarre und Mundharmonika. Diese erste Fassung erschien jedoch erst 2005 auf The Bootleg Series Vol. 7: No Direction Home : The Soundtrack.
Die 1965 auf Highway 61 Revisited veröffentlichte Version enthält Gitarrenparts von Charles Ray McCoy und Russ Savakus (Bass). Dylan spielte Gitarre und Mundharmonika; die Fassung hatte erneut eine Laufzeit von über elf Minuten, jedoch war der Song diesmal eine akustische Folknummer.

## Inhalt
Über den Inhalt des langen Songs ist viel spekuliert und geschrieben worden. Der Titel ist möglicherweise eine Mischung aus Jack Kerouacs Desolation Angels und John Steinbecks Cannery Row. Über die metaphorische Bedeutung der Desolation Row (zu deutsch etwa: Gasse der Verzweiflung) ist viel diskutiert worden.
Die gängigste Interpretation bringt den Text mit den Lynchmorden von Duluth vom 15. Juni 1920 in Verbindung. Dylan ist in dieser Stadt geboren und aufgewachsen und sein Vater Abram Zimmerman war damals acht Jahre alt; er hatte oftmals von den Ereignissen der Nacht berichtet, da er unweit vom Tatort gelebt hatte. Der erste Vers des Stücks verweist auf eine Hinrichtung: „They’re selling postcards of the hanging“. Außerdem verweist The circus is in town auf den Handlungsort der Duluth-Morde. Die Zeile „They’re painting the passports brown“ verweist auf eine Einteilung der Menschen in zwei oder mehrere Gruppen. Neben der Rassentrennung in den USA könnte aber auch der Davidstern während der Zeit des Nationalsozialismus gemeint sein.
Die Figur dieser ersten Szenerie ist der blind commissioner (blinde Polizeichef), der in Trance und gefesselt alles wortlos geschehen lässt, während das lyrische Ich mit einer Lady das Ganze von der Desolation Row aus beobachtet.
Die zweite Strophe führt Cinderella ein, die einfach lebt und sich zufriedengibt, während ihre Posen an Bette Davis erinnern. In ihre Welt tritt unerwartet Romeo, der ihr ankündigt, sie gehöre zu ihm; dabei ist er sich jedoch offenkundig nicht sicher („You belong to me I believe“). Er wird von einer namenlosen Person des Ortes verwiesen (And someone says, „You’re in the wrong place my friend // You better leave“). Aschenputtel bleibt alleine mit der Hausarbeit zurück und kehrt die Desolation Row.
Ein Thema dieser zweiten Strophe ist Erlösung oder Hoffnung. Cinderella hat sich unlängst mit ihrer Situation abgefunden und scheint keine Hoffnung mehr auf eine Änderung ihres tristen Alltages zu haben. Als dann doch ein märchenhafter Held auftritt, um sie mit seiner Liebe zu retten, wird er mit den Worten, er habe sich im Ort geirrt, aus der Szene geworfen. Die Erlösung bekommt nicht einmal Gelegenheit, sich zu zeigen oder zu wirken.
Die dritte Strophe beschreibt die Nacht. Während die Wahrsagerin ihre Sachen einräumt, erwarten alle Bürger entweder Regen oder machen Liebe. Ausgenommen sind hierbei Kain und Abel und Der Glöckner von Notre-Dame. Der gute Samariter macht sich fertig, um auf den Karneval zu gehen, der in der Desolation Row stattfindet.
Diese Strophe führt mehrere Motive ein. Zu Beginn jenes der Scham, wenn sich die Sterne und der Mond verstecken („Now the moon is almost hidden // The stars are beginning to hide“). Das vorhergehende Ereignis beschämt die Himmelsgestirne und sie verweigern ihre Teilnahme. Die Wahrsagerin räumt alle ihre Sachen ein, was als Überflüssigkeit jeglicher Hellseherei gedeutet werden kann: Die Ereignisse sind vollkommen deutlich. Ein weiteres Motiv ist jenes der Ausgeschlossenheit. Kain, Abel und Quasimodo dürfen weder Anteil an den Erwartungen haben, noch an der Liebe. Beides wird dadurch als etwas dargestellt, was nicht für jeden erhältlich ist, was ein weiterer Verweis auf die Rechte der Schwarzen im Amerika der 1950er und 1960er Jahre sein könnte.
Die vierte Strophe führt mit Ophelia die zweite Shakespeare’sche Figur ein. Geschildert wird ihre Lustlosigkeit, ihre Angst als alte Jungfer zu enden, ihre wachsende Suizidalität und ihre Leblosigkeit, auch wenn sie sich Noahs großen Regenbogen ansieht, mit dem laut Bibel die Flut endete. Zum Schluss wird erwähnt, dass sie sich ihre Zeit damit vertreibt, in die Desolation Row zu spähen.
Die Strophe beschreibt Melancholie und Ohnmacht am Beispiel einer literarischen Figur. Das lyrische Ich gesteht ein, dass Ophelias Verhalten ihm Sorgen bereitet („For her I feel so afraid“) und der Tod sei für sie etwas romantisch Verklärtes, weshalb sie ein Kettenhemd trage. Ihre Sünde sei die Leblosigkeit; all das spielt auf Ophelias Selbstmord im vierten Akt von Hamlet und auf die Schwierigkeiten ihrer Beerdigung im fünften Akt an. Menschen sind damals wie heute von Melancholie bedroht, die zu Suizidalität führen kann. Ophelia ist innerhalb des Songs Desolation Row das Gegenstück zu Cinderella aus der zweiten Strophe, die mit der Hoffnung auf Errettung abgeschlossen hat und auch ein trostloses Leben führen kann. Das Kettenhemd kann auch eine Anspielung auf Jeanne d’Arc sein. Carl Weissner übersetzt „Iron vest“ hingegen mit „Keuschheitsgürtel“.
In der fünften Strophe lässt Dylan eine historische Figur, nämlich Albert Einstein auftreten, der sich als Robin Hood verkleidet hat und mit seinen Erinnerungen in einem Koffer (Originalvers: „With his memories in a trunk“) vor einer Stunde den Ort verlassen hat. Bei ihm war sein Freund, der jealous monk, der furchteinflößend aussah und sich eine Zigarette geschnorrt hat. Sie unternahmen seltsame Dinge, wie an Dachrinnen zu schnüffeln und das Alphabet zu rezitieren. Das lyrische Ich weist darauf hin, dass man nicht daran denke, aber Einstein sei einst dafür berühmt gewesen, dass er in der Desolation Row eine elektrische Violine gespielt habe. Dies verbindet Klassik und Moderne; in Bezug auf Einstein dient es als Metapher für seine Arbeit in der Physik, bei der er klassische Weltbilder überdachte und in die Moderne überführte. Zudem werden Realität und Fiktion vermischt, wenn Einstein als Robin Hood auftritt, eine Person, deren historische Existenz nicht bewiesen ist. Einstein verlässt unter anderem Namen und fremden Gebärden die Desolation Row; das bevorstehende Ereignis sorgt dafür, dass intellektuelle Persönlichkeiten den Ort verlassen. Einige Interpretationen bringen die Strophe mit Einsteins Flucht vor den Nationalsozialisten (als Jude) in Verbindung.
Bei dem nächsten Dutzend Versen wird die Welt von Dr. Filth (zu dtsch: Dr. Schmutz) beschrieben, die dieser mit einem Hodenschutz (leather cup – bekannt aus dem Sport) zusammenhält. Seine Patienten sind geschlechtslos und spielen daher mit dem Schutz und versuchen ihn aufzublasen. Seine Schwester sei eine stadtbekannte Versagerin, die für das Zyankali verantwortlich sei und Karten schreibe, auf denen steht: Have Mercy on His Soul (Sei seiner Seele gnädig!). Sie, vermutlich die Patienten, spielen auf Flöten und man könne sie spielen hören, wenn man den Kopf nur weit genug aus der Desolation Row halte.
Was Dylan mit dieser Strophe meint, ist oft diskutiert und interpretiert worden. Sicher ist, dass Wahnsinn und auch Tod beschrieben werden, wenn die Patienten versuchen, den Hodenschutz aufzublasen, was nicht möglich ist. Die Karten, welche die Krankenschwester schreibt, deuten auf den Tod einiger oder aller Patienten hin. Wichtig für die Interpretation ist der Fakt, dass der Doktor und seine Schwester außerhalb der Desolation Row wüten, ihr Werk kann man dort jedoch vernehmen. Analysen des Songtextes, die in Desolation Row ein Werk über den Holocaust sehen, beziehen diese Strophe häufig auf Konzentrationslager und Josef Mengele. Tatsächlich ist dieser Interpretationsansatz durch die Vieldeutigkeit des Textes literaturwissenschaftlich möglich.
In der siebten Strophe treten eine fiktive Figur und eine historisch belegte, aber häufig durch Fiktion verklärter Person auf: das Phantom der Oper und Casanova. Man bereitet ein Fest vor, indem man Vorhänge über die Straßen hängt. Das Phantom sei die perfekte Imitation eines Priesters und sie füttern Casanova mit Löffeln, damit er sich selbst sicher fühlt, doch anschließend töten sie ihn mit Selbstbewusstsein, nachdem sie ihn mit Wörtern vergiftet haben. Das Phantom verscheucht derweil Mädchen, die für Casanova gekommen sind, mit den Worten, dass sie besser verschwinden, da sie ja von nichts wissen. Casanova sei soeben bestraft worden, weil er in die Desolation Row gegangen sei.
Dylan nutzt hier ein klares literarisches Zitat. Die Verse The Phantom of the Opera // A perfect image of a priest lehnen sich an einen Satz aus Jack Kerouacs Desolation Angels an, wo der Satz a perfect image of a priest auftaucht. In dieser Strophe werden Themen wie Heuchelei und falsche Freunde thematisiert. Das Phantom der Oper tritt ungewohnt selbstbewusst und lässig auf und hintergeht Casanova, der blindlings auf ihn vertraut. Casanova wird Opfer seines Vertrauens. Einige Kritiker und Fans bringen diese Strophe mit der Reichspogromnacht von 1938 in Verbindung; das angesprochene Fest sei demnach der Pogrom.
Die achte Strophe beschreibt ein Szenarium und eine Handlung und kommt ohne direkt genannte Personen aus. Die Übermenschen kommen um Mitternacht hervor und treiben alle zusammen, die mehr wissen als sie selbst. Sie bringen sie in die Fabrik, wo die heart-attack machine (auf Deutsch die Herzinfarktmaschine) ihnen auf den Rücken gebunden wird und dann wird Kerosin von den Burgen heruntergebracht und Versicherungsangestellte achten darauf, dass niemand in die Desolation Row flüchtet.
Es ist möglich, dass Dylan hier tatsächlich den Holocaust beschreibt (ohne dass jedoch der Rest des Songs direkt auf ihn verweist). Das Leitthema des Songs ist der Mensch in der Moderne; menschliche Erlebnisse und ihr Leid in der Moderne. Der Holocaust scheint in dieser Strophe als Teil der Moderne dargestellt zu werden und kann nicht geleugnet werden. Das Kerosin könnte eine Anspielung und Metapher für das von den Nazis verwendete Zyklon B sein. Der Verweis auf die superhuman crew (Übermenschengruppe) ist womöglich eine Anspielung auf die nationalsozialistische Rassenlehre, die die Deutschen als Arier und auch als Übermenschen klassifizierte.
Anschließend wird nochmals die Flucht intellektueller Personen beschrieben, diesmal jedoch auch im Zuge einer Massenflucht. Es wird Neptun gedankt, da die Titanic ungehindert in See stechen kann. Alle an Bord fragen das lyrische Ich, auf welcher Seite er sich befände. Ezra Pound und T. S. Eliot kämpfen auf der Kommandobrücke und Calypso-Sänger lachen sie aus, während die Fischer Blumensträuße halten. Die Fenster zum Ozean zeigen liebliche Seejungfrauen und niemand müsse zu viel über die Desolation Row nachdenken.
Die hier beschriebene Flucht ist dem Untergang geweiht und das Publikum weiß dies sofort, wenn erwähnt wird, dass es sich bei dem Schiff um die Titanic handelt. Im folgenden Überlebenskampf wird selbst aus bester Freundschaft erbitterte Rivalität, wenn Dylan Ezra Pound und T. S. Eliot miteinander kämpfen lässt. Die Calypso-Sänger amüsieren sich darüber, da sie den Tod akzeptiert zu haben scheinen oder nicht an ihn glauben. Die rhetorische Frage Which side are you on? scheint sich darauf zu beziehen, dass man in der modernen Zeit immer eine Haltung haben muss und nicht ohne Bekenntnis akzeptiert wird. Dylan verweist dabei möglicherweise auf seine eigenen Erfahrungen, als er im selben Jahr, in dem Desolation Row entstand, mit der Folkprotest-Bewegung brach, die von ihm eine klare politische Haltung forderte.
Vor und nach der letzten Strophe schiebt Dylan eine Mundharmonika-Passage ein. In diesem Punkt unterscheidet sich Desolation Row nicht von den anderen Songs des Albums Highway 61 Revisited. In dieser zehnten Strophe ist nun das lyrische Ich die handelnde Person. Sie berichtet, dass sie den Brief erhalten habe (Yes, I received your letter yesterday), die Frage, wie es ihr ginge, jedoch nicht ernst nehme und fragt, ob das eine Art Scherz gewesen sei. Sie erinnere sich an all diese Menschen, die erwähnt wurden, auch wenn diese äußerst lahm seien und sie all die Gesichter neu arrangieren und ihnen einen neuen Namen geben musste. Sie bittet darum, keine neuen Briefe geschickt zu bekommen, da sie nicht mehr allzu gut lesen könne; einzige Ausnahme, wenn die Briefe in der Desolation Row abgestempelt seien.
Diese letzten Verse lassen noch einmal die Frage aufkommen, worum es sich bei der Desolation Row überhaupt handelt. Welche Art von Ort ist es? Wörtlich übersetzt handelt es sich um eine Gasse, in der Verzweiflung herrscht. In der letzten Strophe scheint es dem lyrischen Ich seelisch so schlecht zu gehen, dass die Frage nach dem Wohlbefinden als schlechter Scherz erscheint, da sein Zustand, womöglich eine Depression, offensichtlich ist. Weitere Briefe werden nur akzeptiert, wenn sie von jenem (geistigen) Ort kommen, an dem sich das Ich momentan befindet, der Desolation Row. Was für Menschen dort leben, ist zuvor beschrieben worden. Es herrscht ein urbanes Chaos, das die Moderne zu lösen nicht imstande ist. Leblosigkeit, Depression, Völkermord oder Einsamkeit; all dies kommt in der modernen Welt zusammen.

## Rezeption
Legendär war Bob Dylans Auftritt am 17. Mai 1966 in der Free Trade Hall in Manchester. Dort, wie bei anderen Konzerten im Jahre 1966, spielte Dylan Songs akustisch und mit Band und Desolation Row gehörte zu den zuerst genannten.
Eine weitere Live-Version erschien, mit gekürztem Text, 1995 auf MTV Unplugged.
Seit dem Erscheinen des Songs auf Highway 61 Revisited ist viel über ihn geschrieben worden. Er gilt gemeinhin als eines der besten Stücke von Dylan und als Klassiker der modernen Musikgeschichte. Als die Zeitschrift Rolling Stone 2005 ihre Liste der 500 besten Songs aller Zeiten herausbrachte, landete Desolation Row auf Rang 187, in einer überarbeiteten Version dann auf Platz 185.
Die Zeitschrift Uncut brachte 2002 eine Liste der besten Dylan-Songs heraus und platzierte Desolation Row auf Rang 7, Mojo setzte das Stück in seiner Liste auf Platz 4.
Mick Jagger zog 2011 in einem Interview mit Rolling Stone den Vergleich zu The Waste Land (Das wüste Land) heran, einem 1922 von T. S. Eliot geschriebenen Gedicht, das als „vieldeutige und vielsagende Versdichtung“ über „die Umwälzungen eines neuen Jahrhunderts mitsamt den dadurch verursachten Schrecken“ spricht.

## Coverversionen
My Chemical Romance nahm Desolation Row für den Soundtrack des Films Watchmen – Die Wächter auf. Die Single war in den amerikanischen Charts sehr erfolgreich. Auch Grateful Dead haben sich an dem Song versucht. Ab den 1980er Jahren spielten sie ihn auf Konzerten. Fabrizio De André nahm eine italienische Version des Stücks auf. Chris Smither und Robyn Hitchcock nahmen weitere Versionen des Songs auf. Desolation Row erschien 1993 mit schweizerdeutschem Text auf dem Album BOB DYLAN SONGS – Mundart von Toni Vescoli, eine frühere englische Coverversion nahm er 1966 mit seiner Band Les Sauterelles auf.